# Toyota Princess Cup 2002
Il Toyota Princess Cup 2002 è stato un torneo di tennis giocato sul cemento. È stata la 6ª edizione del torneo, che fa parte della categoria Tier II nell'ambito del WTA Tour 2002. Si è giocato al Ariake Coliseum di Tokyo in Giappone, dal 16 al 22 settembre 2002.

## Campionesse

### Singolare
Serena Williams ha battuto in finale  Kim Clijsters con il punteggio di 2–6, 6–3, 6–3

### Doppio
Arantxa Sánchez Vicario /  Svetlana Kuznecova hanno battuto in finale  Petra Mandula /  Patricia Wartusch con il punteggio di 6–2, 6–4